# Vanhoeffenura symmetrica
Vanhoeffenura symmetrica är en kräftdjursart som först beskrevs av Menzies 1962C.  Vanhoeffenura symmetrica ingår i släktet Vanhoeffenura och familjen Munnopsidae. Inga underarter finns listade i Catalogue of Life.